# Vitrifrigo Arena
Vitrifrigo Arena, voorheen bekend als Adriatic Arena en oorspronkelijk BPA Palas, is een indoor sportarena in Pesaro, Italië. Het is de thuisbasis van het professionele basketbalteam Victoria Libertas Pesaro van de Lega Basket Serie A. De capaciteit is 10.300 zitplaatsen en het is in 2021 daarmee de op twee na grootste overdekte arena in Italië. Voor concerten zijn er zo'n 13.000 plaatsen.

## Bouw

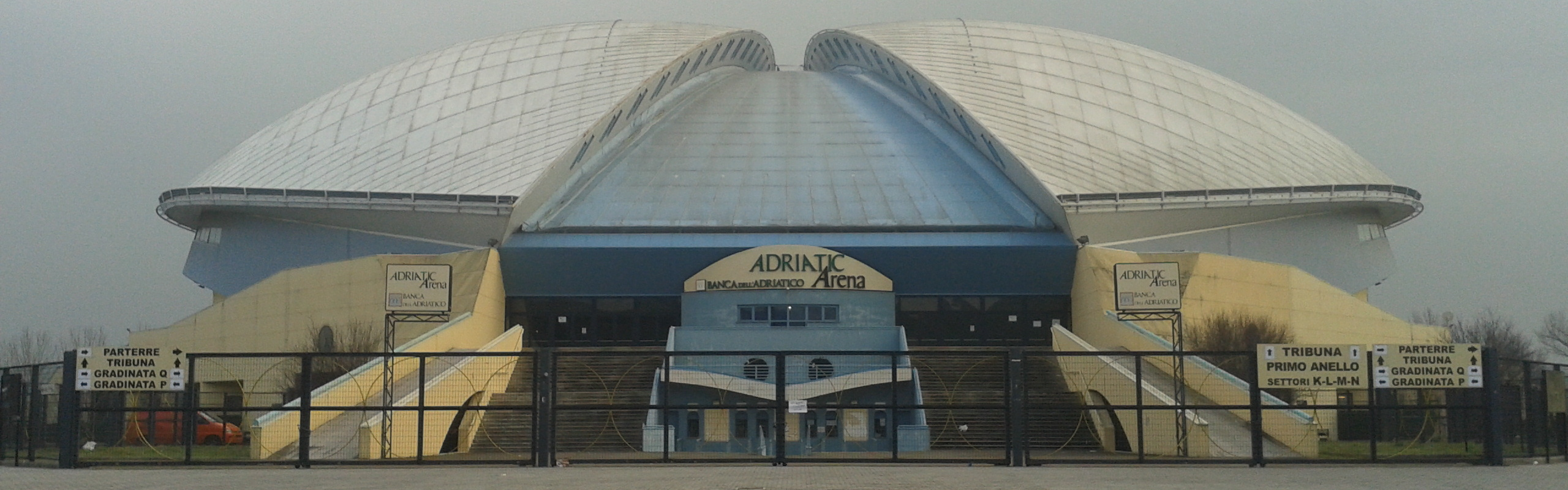
Buitenaanzicht van de zaal (2013)

De bouwwerkzaamheden begonnen in 1993 en werden in 1996 voltooid. De zaal werd geopend met een concert van Luciano Pavarotti. De locatie werd beschouwd als een futuristische constructie, bij velen bekend als "het ruimteschip", of als "het lieveheersbeestje" vanwege de externe schaalvorm. Het heeft een oppervlakte van 13.000 vierkante meter.
De multifunctionele arena is uitgerust met een perstribune, een ruimte voor videogegevens, een systeem voor satellietontvangst, verschillende videostations en een intern circuitcontrolesysteem.